# フランシスコ・ホセ・ガルシア・トーレス
フランシスコ・"フラン"・ホセ・ガルシア・トーレス（Francisco "Fran" José García Torres、1999年8月14日 - ）は、スペイン・ボラニョス・デ・カラトラバ出身のサッカー選手。ラリーガ・レアル・マドリード所属。スペイン代表。ポジションはDF。

## クラブ経歴
カスティーリャ・ラ・マンチャ州のボラニョス・デ・カラトラバに生まれ、地元のボラニョスCFを経て、2013年にレアル・マドリードのカンテラに加入した。2018-19シーズン、レアル・マドリード・カスティージャに昇格すると、2018年12月6日のコパ・デル・レイUDメリジャ戦でトップチームデビューを果たした。
2020年9月1日、セグンダ・ディビシオンのラージョ・バジェカーノに2020-21シーズン終了までレンタル移籍した。
2021年6月23日、ラージョ・バジェカーノの1部リーグ昇格に貢献。約200万ユーロで完全移籍し、4年契約を結んだ。
2023年1月、シャビ・アロンソ監督率いるバイエル・レバークーゼンは満額となる1,000万€の移籍金を払ってでも獲得に強い意欲を見せていた。しかし、古巣であるレアル・マドリードはガルシアの契約権の50％と買い戻しの優先権を持っており、負傷しがちなフェルラン・メンディに代わるサイドバックとして買い戻すことを決断。残りの契約権50%に値する500万€で翌シーズンから5年契約で復帰することになった。
4月9日、アトレティコ・マドリード戦では25ヤード以上ある離れた距離から左足でロングシュートを決め、さらに26日のバルセロナ戦でも中盤でフレンキー・デ・ヨングからボールを奪取すると、そのままドリブルしてゴールを決めた。

## 個人成績
2023年6月10日現在 
| クラブ                 | リーグ                    | シーズン       | リーグ戦 | リーグ戦 | カップ戦 | カップ戦 | 国際大会 | 国際大会 | その他 | その他 | 期間通算 | 期間通算 |
| クラブ                 | リーグ                    | シーズン       | 出場     | 得点     | 出場     | 得点     | 出場     | 得点     | 出場   | 得点   | 出場     | 得点     |
| ---------------------- | ------------------------- | -------------- | -------- | -------- | -------- | -------- | -------- | -------- | ------ | ------ | -------- | -------- |
| レアル・マドリード     | ラ・リーガ                | 2018-19        | -        | -        | 1        | 0        | -        | -        | -      | -      | 1        | 0        |
| レアル・マドリード     | クラブ通算                | クラブ通算     | -        | -        | 1        | 0        | -        | -        | -      | -      | 1        | 0        |
| レアル・マドリードB    | プリメーラRFEF            | 2018-19        | 30       | 0        | -        | -        | -        | -        | 2      | 0      | 32       | 0        |
| レアル・マドリードB    | プリメーラRFEF            | 2019-20        | 27       | 1        | -        | -        | -        | -        | -      | -      | 27       | 1        |
| レアル・マドリードB    | クラブ通算                | クラブ通算     | 57       | 1        | -        | -        | -        | -        | 2      | 0      | 59       | 1        |
| ラージョ・バジェカーノ | ラ・リーガ スマートバンク | 2020-21        | 37       | 1        | 2        | 1        | -        | -        | 4      | 0      | 43       | 2        |
| ラージョ・バジェカーノ | ラ・リーガ                | 2021-22        | 34       | 1        | 5        | 0        | -        | -        | -      | -      | 39       | 1        |
| ラージョ・バジェカーノ | ラ・リーガ                | 2022-23        | 38       | 2        | 2        | 0        | -        | -        | -      | -      | 40       | 2        |
| ラージョ・バジェカーノ | クラブ通算                | クラブ通算     | 109      | 4        | 9        | 1        | -        | -        | 4      | 0      | 122      | 5        |
| キャリア総通算         | キャリア総通算            | キャリア総通算 | 166      | 5        | 10       | 1        | -        | -        | 6      | 0      | 182      | 6        |

1. 1 2  昇格プレーオフ

## 人物
同じく国内のマドリードに本拠地を置くアトレティコ・マドリードに在籍しているコケは従兄弟である。

## タイトル

### クラブ
レアル・マドリード
- プリメーラ・ディビシオン: 2023-24
- スーペルコパ・デ・エスパーニャ: 2023-24
- UEFAチャンピオンズリーグ: 2023-24
- UEFAスーパーカップ: 2024

### 代表
スペイン代表
- UEFAネーションズリーグ: 2022-23